# Madera (Kalifornien)
Madera ist eine Stadt und zudem der County Seat des Madera County im US-Bundesstaat Kalifornien mit 66.224 Einwohnern (Stand: 2020). Die geographischen Koordinaten sind: 36,97° Nord, 120,08° West. Das Stadtgebiet hat eine Größe von 31,8 km². Auf Spanisch bedeutet Madera Holz.

## Söhne und Töchter der Stadt
- Wallace O’Connor (1903–1950), Schwimmer und Wasserballspieler
- Lee Evans (1947–2021), Leichtathlet und Olympiasieger